# 杜拜灣塔
杜拜灣塔（羅馬化：Burj Khawr Dubayy）是杜拜一座已停工的觀光塔，造價約10億美金，折合為36.7億阿聯酋迪拉姆，原本預計2020年杜拜世界博覽會前完工，該塔由西班牙建築師 聖地牙哥·卡拉特拉瓦 設計。不過，因爆发2019冠狀病毒病疫情，杜拜世界博覽會宣佈至少延後至2021年10月1日才正式開幕，而杜拜灣塔也因此停工，截止至2022年初仍未有复工消息。
原初為800公尺高的塔，後來追加到928公尺高，之後更估計高度1014公尺至1100公尺。2017年8月，大樓高度估計可能至1345公尺，最終高度待塔樓落成後公布（與杜拜塔一樣）。建成後將會超越現在世界第一高樓828公尺的哈里發塔和吉達正在興建1008
公尺的吉達塔，以及現時全球第一高塔東京天空樹，成為全球最高建築物與人工構造物（但由於設計上配備猶如紗裙的纜索，所以該塔是支撐建築結構塔，並非獨立式建築結構），塔底圓形廣場直徑510公尺。完工後將會成為第二座高度1000公尺以上的建築物。
2016年10月10日，阿聯酋副總統兼總理、杜拜酋長馬克圖姆主持奠基儀式，該項目正式動工。伊瑪爾地產宣布該塔預定高度約1,100~1,345公尺，比哈里發塔（828公尺）高將近272米~372公尺。截至2018年5月，地下室核心筒基台已經完成。

## 建造
2020年4月4日，杜拜灣塔和周邊地區的開發商伊瑪爾地產，宣布因為嚴重特殊傳染性肺炎疫情而暫時停止建築的施工。從2020年12月7日起，宣布無限期停工，等到疫情獲得控制並且經政府許可後才會恢復興建。